# 헤일로 (안전 장비)

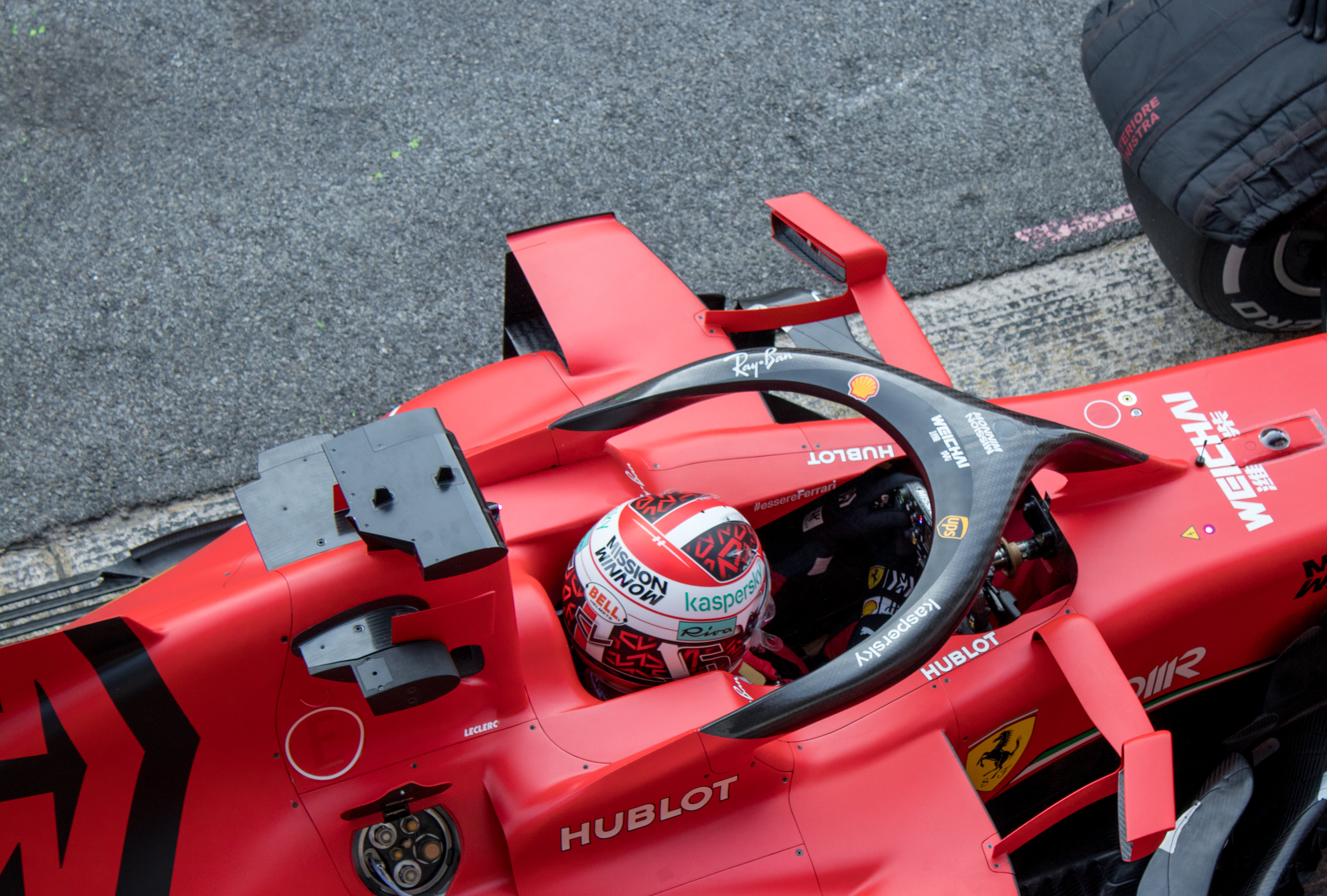

헤일로(영어: halo)는 포뮬러 자동차 경주에 쓰이는 자동차에 장착되어 운전자의 머리를 보호하는 안전 장비이다. 포뮬러 원에서는 2018 시즌부터 의무적으로 장착되고 있다.
헤일로는 오픈 휠 레이싱 시리즈에 사용되는 운전자 충돌 방지 시스템으로, 운전자의 머리를 보호하기 위해 배치된 곡선 막대로 구성된다.
헤일로에 대한 첫 번째 테스트는 2016년과 2017년 7월에 실시되었다. 2018년 시즌부터 FIA는 포뮬러 1, 포뮬러 2, 포뮬러 3, 포뮬러 리저널, 포뮬러 E 및 포뮬러 4의 모든 차량에 헤일로를 새로운 안전 조치의 일환으로 의무화했다. 인디카 시리즈, 인디 NXT, 슈퍼 포뮬러, 슈퍼 포뮬러 라이츠, 유로포뮬러 오픈 및 오스트레일리아 S5000과 같은 일부 다른 오픈 휠 레이싱 시리즈도 헤일로를 활용한다. 인디카 헤일로는 에어로스크린의 구조 프레임으로 사용된다.

## 역사와 발전
개발 과정에서 FIA는 두 차량 간의 충돌, 차량과 주변 환경(예: 장벽) 간의 접촉, 차량 및 잔해와의 충돌이라는 세 가지 기본 시나리오를 조사했다. 테스트 결과에 따르면 헤일로 시스템이 운전자의 부상 위험을 크게 줄일 수 있는 것으로 나타났다. 과거에 발생한 일련의 사고를 점검했을 때 헬멧이 장벽에 닿는 것을 방지하는 시스템이 많은 경우였다. 마지막 사례를 연구하는 동안 헤일로가 큰 물체의 방향을 바꾸고 작은 잔해로부터 더 큰 보호를 제공할 수 있다는 사실이 밝혀졌다.
2017년 8월에는 새로운 포뮬러 2 자동차인 달라라(Dallara) F2 2018이 출시되었으며 최초로 헤일로 시스템을 설치했다. 2018년 1월에 선보인 SRT05e 포뮬러 E 자동차에는 헤일로가 있었다. 2018년 11월 아부다비에서 공개된 2019년 FIA 포뮬러 3 차량에도 헤일로가 탑재됐다. 2021년부터 인디 라이츠의 IL-15가 헤일로를 사용하기 시작했다.